# ブリュースター・ボディ・シールド
ブリュースター・ボディ・シールド（英語: Brewster Body Shield）は、第一次世界大戦中のアメリカ合衆国で開発されたボディアーマーである。発表当時には後援者のエミール・ヘラー（Emil Heller）の名も加えてブリュースター＝ヘラー・アーマー・プロテクター（英語: Brewster-Heller Armor Protector）とも呼ばれた。
小銃弾に耐える程度の防弾性能があったほか、同時代のボディアーマーと比較すると衝撃吸収性に優れた一方、あまりにも重いことがしばしば批判された。試験と改良を経て追加の生産が検討されていたものの、その最中に休戦を迎えたため、アメリカ陸軍による採用には至らなかった。

## 開発
1917年夏、ジョン・パーシング将軍は陸軍武器省に対し、ボディアーマーの開発の重要性を指摘する報告を行った。これに従い、武器省では開発体制の見直しを行い、後に30種類以上の設計案が提出された。この際、陸軍ではボディアーマーを2つに分類した。すなわち小銃および機関銃による銃撃に十分耐えうるヘビーアーマー、着用時の不快感を抑え低速ないし中速の飛来物からの防護を行うライトアーマーである。前者は長時間着用することが困難な上に移動も事実上不可能となるため、防御的な場面で用いられることが想定される。また、後者は突撃に参加する歩兵が着用することが想定された。ブリュースター・ボディ・シールドは、ヘビーアーマーとしては初めて開発されたものだった。
開発者ガイ・オーティス・ブリュースター博士（Guy Otis Brewster）は、ニュージャージー州ドーヴァー出身の医師である。公立高校の体育部長（Director of physical training）を務めており、かねてより学生ボクシング用防具の改良設計なども行っていた。防弾性能のある軍用ボディアーマーの開発は、こうした以前の発明の延長線上にあった。ブリュースターは新型軍用ヘルメットの開発を後援していた全米研究評議会装甲委員会（Armor Committee）にも委員として名を連ねている。
製造はベスレヘム・スチール社が担当した。フレームにニッケルクロム鋼製シールドを固定する構造で、シールドの厚みは0.21インチ、重量はおよそ40ポンドだった。着用時の不快感を最低限度に抑え、また被弾時の転倒を防ぐため、フレームがシールドの重量と受けた衝撃を共に分散する仕組みになっていた。同様にフレームで重量を分散させる構造のヘルメットには、目を守る可動式のひさしがつけられている。シールドおよびヘルメットの前方は避弾経始効果を期待して45度の角度が付けられている。ヘルメットやその他の付属品も含む全体の重量はおよそ110ポンドだった。また、必要があれば四肢や背面を防護する追加のシールドを取り付けることも可能とされており、その場合は重量がさらに増すことになる。ヘビーアーマーと見なされていたが、ブリュースター自身はこれを着用したままでも突撃や射撃、あるいは銃剣や軍刀を使った白兵戦、手榴弾の投擲といった各種戦闘行為が可能であると主張していた。開発には8年を要したという。
まず防弾性能のみを評価するための試験がフランクフォード兵器廠で行われ、ボディシールドに対してあらゆる角度から徹甲弾を用いた射撃が行われたものの、貫通したものはなかった。次に被弾時の衝撃吸収性を評価するための試験が行われることになったが、この試験では誰かが実際にボディシールドを着用して射撃を受けなければならなかった。
1917年4月25日、ピカティニー兵器廠にて試験が行われた。報じられたところによれば、武器省士官や政府代表などを招いた上、ブリュースター博士は自らボディシールドを着用してこれに臨んだ。まず60フィートの距離でM1903小銃を使った射撃が行われたが、弾は貫通せず、ブリュースターは無傷だった。続けて衝撃吸収性を示すために、スレッジハンマーで殴りつけられ、これにも耐えてみせた。被弾時の衝撃について、ブリュースターは「スレッジハンマーで打たれる衝撃の10分の1程度」、「軽く押されたことを感じる程度」と語っている。
1918年、ブリュースターの自宅からほど近い地元州兵部隊の射撃場でルイス軽機関銃を用いた試験が何度か行われた。まずは50ヤードの距離で射撃が行われたのだが、これを受けたブリュースターがふらつき倒れそうになり、兵士たちは慌てて駆け寄ってボディシールドを脱がせた。ブリュースターは額から出血していたものの、やはり弾は貫通していなかった。額の怪我は被弾の衝撃で割れた溶接の不良箇所の破片によるものだった。修理後に行われた試験では、5発の射撃を受けた後にブリュースターは怪我をしていないことを示そうと軽く踊ってみせたのだが、リベットの1つが弾き飛ばされており、腰に取り付けていたシールドが外れ落ちてしまった。これを修理した後の試験では、複数人による射撃が続けて行われた。さらにシールド全体への掃射が行われても、ブリュースターは倒れなかった。宣伝の一環として、百貨店Bamberger'sでの展示も行われた。
同時代のボディアーマーと比較すると衝撃吸収性が高く、小銃弾に対する十分な防弾性能も発揮した一方、その重量はしばしば批判された。また、シールドが前面にしかなく、側面や後方、手足が十分に防護されていないことも問題点として指摘された。結局、1918年の一連の試験を経て追加の生産が検討されている最中に休戦を迎えたため、陸軍はブリュースター・ボディ・シールドを採用しなかった。
ブリュースター・ボディ・シールドは、後にニュージャージー州のユダヤ歴史協会（Jewish Historical Society, JHS）を経由して陸軍士官学校内のウェストポイント博物館へと寄贈された。